# Stellaria concinna
Stellaria concinna är en nejlikväxtart som beskrevs av Pierfelice Ravenna. Stellaria concinna ingår i släktet stjärnblommor, och familjen nejlikväxter. Inga underarter finns listade i Catalogue of Life.